# 25 април
 Тази статия е за датата.  За моста в Лисабон вижте 25 април (мост).  
25 април е 115-ият ден в годината според григорианския календар (116-и през високосна). Остават 250 дни до края на годината.

## Събития
- 1154 г. – Мюсюлмански войски, предвождани от Нур ад Дин превземат Дамаск.
- 1699 г. – Състои се сватбата на немския граф Лудвиг Крафт фон Насау-Саарбрюкен и графиня Филипина Хенриета фон Хоенлое-Лангенбург.
- 1719 г. – За първи път е публикуван романът Робинзон Крузо на Даниел Дефо.
- 1792 г. – Французинът Клод-Жозеф дьо Лил съчинява музиката и текста на Марсилезата – химн на Франция от 1795 г.
- 1792 г. – Франция въвежда гилотината, като средство за смъртно наказание.
- 1826 г. – В Англия е патентован първият автомобил с двигател с вътрешно горене.
- 1859 г. – Започва строителството на Суецкия канал.
- 1898 г. – САЩ обявява война на Испания, в която САЩ придобиват контрол върху испанските колониални острови в Карибско море и Тихия океан.
- 1901 г. – Щатът Ню Йорк първи в САЩ въвежда регистрационни номера на МПС-та.

- 1902 г. – Тържествено е открита Българската болница в Цариград.
- 1925 г. – В София пристига като Апостолически нунций бъдещият папа Йоан XXIII – Анджело Джузепе Ронкали.
- 1945 г. – Втората световна война: На стотина километра от Берлин става срещата на войските на СССР, Англия и САЩ.
- 1953 г. – Американецът Джеймс Уотсън и англичанинът Франсис Крик представят в научна статия двойната спирала на ДНК.
- 1961 г. – Американският предприемач Робърт Нойс патентова интегралната схема.
- 1965 г. – Сватоплук Плускал играе последния си футболен мач.
- 1966 г. – Ташкент пострадва от силно земетресение; централната част е унищожена, възстановяването отнема 3,5 години.
- 1974 г. – Революцията на карамфилите в Португалия предизвиква падането на фашисткия режим, наследен от диктатурата на Антонио ди Оливейра Салазар.
- 1977 г. – Приета е конституцията на Обединена Република Танзания.
- 1980 г. – Британската хевиметъл група „Блек Сабат“ издава албума Heaven and Hell.
- 1980 г. – 146 души загиват, след като самолетът при полет 1008 на „Дан-Еър“ се разбива близо до летище „Тенерифе Север“ на Канарските островите.
- 1983 г. – Пионер 10 преминава отвъд орбитата на Плутон.
- 1988 г. – Върховният съд на Народна република България осъжда на смърт чрез разстрел преките участници в Атентата на гара Буново.
- 1989 г. – Джеймс Ричардсън е освободен от затвора във Флорида 21 години, след като погрешно е обвинен в убийството на седемте си деца.
- 2005 г. – България и Румъния подписват Договора за присъединяване към Европейския съюз.
- 2005 г. – При дерайлиране на пътнически влак край Осака (Япония) загиват 107 души.
- 2006 г. – Георги Василев е назначен за старши треньор на ПФК Нафтекс (Бургас).
- 2007 г. – Президентът Борис Елцин е погребан с църковно опело, което се случва за първи път в Русия след погребението на император Александър III през 1894 година.
- 2012 г. – Украинската певица Руслана издава 8-я си студиен албум Ейфорія.

## Родени
- 32 г. – Отон, римски император († 69 г.)
- 1214 г. – Луи IX, крал на Франция († 1270 г.)
- 1284 г. – Едуард II († 1327 г.)
- 1599 г. – Оливър Кромуел, английски държавник († 1658 г.)
- 1767 г. – Никола Удино, френски маршал († 1847 г.)
- 1769 г. – Марк Брюнел, френски изобретател и предприемач († 1849 г.)
- 1849 г. – Феликс Клайн, немски математик († 1925 г.)
- 1863 г. – Арно Холц, немски поет и драматург († 1929 г.)
- 1865 г. – Аксели Гален-Калела, финландски художник († 1931 г.)
- 1874 г. – Гулиелмо Маркони, италиански електроинженер, Нобелов лауреат през 1909 г. († 1937 г.)
- 1883 г. – Семьон Будьони, съветски маршал, герой от Гражданската война († 1973 г.)
- 1885 г. – Лионело Вентури, италиански изкуствовед († 1961 г.)
- 1900 г. – Волфганг Паули, австро-американски физик, Нобелов лауреат († 1958 г.)
- 1903 г. – Андрей Колмогоров, руски математик († 1987 г.)
- 1904 г. – Бочо Илиев, български стопански деятел († 2000 г.)
- 1908 г. – Едуард Мъроу, американски журналист († 1965 г.)
- 1917 г. – Ела Фицджералд, американска джазпевица († 1996 г.)
- 1921 г. – Карел Апел, холандски художник († 2006 г.)
- 1921 г. – Михай I, крал на Румъния († 2017 г.)
- 1923 г. – Албърт Кинг, американски блус музикант († 1992 г.)
- 1923 г. – Николай Наплатанов, български учен († 1993 г.)
- 1927 г. – Албер Юдерзо, френски аниматор († 2020 г.)
- 1928 г. – Рихард Андерс, немски писател († 2012 г.)
- 1929 г. – Атанас Натев, български философ († 1998 г.)
- 1930 г. – Димо Заимов, български художник († 2016 г.)
- 1930 г. – Пол Мазурски, американски актьор († 2014 г.)
- 1933 г. – Ицхак Финци, български актьор
- 1940 г. – Ал Пачино, американски актьор
- 1941 г. – Бертран Таверние, френски актьор († 2021 г.)
- 1945 г. – Бьорн Улвеус, шведски музикант (ABBA)
- 1946 г. – Владимир Жириновски, руски политик († 2022 г.)
- 1946 г. – Талия Шайър, американска актриса
- 1947 г. – Йохан Кройф, холандски футболист и треньор († 2016 г.)
- 1947 г. – Маргарита Младенова, българска режисьорка
- 1950 г. – Питър Джурасик, американски актьор
- 1952 г. – Кетил Бьорнстад, норвежки пианист
- 1952 г. – Владислав Третяк, съветски хокеен вратар
- 1953 г. – Весна Пусич, хърватски политик
- 1955 г. – Александър Грушко, руски дипломат
- 1955 г. – Николай Дубаров, български художник
- 1958 г. – Фиш, шотландски певец
- 1962 г. – Петя Дубарова, българска поетеса († 1979 г.)
- 1967 г. – Владко Шаламанов, български футболист
- 1969 г. – Джина Торес, американска актриса
- 1969 г. – Рене Зелуегър, американска актриса
- 1970 г. – Джейсън Лий, американски актьор
- 1976 г. – Тим Дънкан, американски баскетболист
- 1980 г. – Мария Белова, български политик и адвокат
- 1980 г. – Марсио Нуньо, португалски футболист
- 1981 г. – Фелипе Маса, бразилски пилот от Формула 1
- 1986 г. – Любомира Нанева, българска състезателка по спортна стрелба – пистолет.
- 1990 г. – Ертен Анисова, български политик и юрист

## Починали
- 68 г. – Марко, първоапостол и християнски светец (* неизв.)
- 1077 г. – Геза I, крал на Унгария (ок. 1040)
- 1472 г. – Леон Батиста Алберти, италиански художник, поет, философ, музикант и архитект (* 1402 г.)
- 1595 г. – Торквато Тасо, италиански поет (* 1544 г.)
- 1744 г. – Андерс Целзий, шведски астроном (* 1701 г.)
- 1840 г. – Симеон Дени Поасон, френски математик и физик (* 1781 г.)
- 1891 г. – Николай Николаевич, велик княз на Русия (* 1831 г.)
- 1892 г. – Анри Дюверие, френски пътешественик и изследовател (* 1840 г.)
- 1911 г. – Емилио Салгари, италиански писател (* 1862 г.)
- 1918 г. – Димитър Светогорски, български морски офицер (* 1895 г.)
- 1928 г. – Пьотър Врангел, руски дворянин, белогвардейски генерал (* 1878 г.)
- 1938 г. – Чарлс Хемлин, американски юрист (* 1861 г.)
- 1943 г. – Владимир Немирович-Данченко, руски театрален режисьор, теоретик и педагог (* 1858 г.)
- 1971 г. – Анастас Дудулов, български скулптор (* 1892 г.)
- 1976 г. – Сър Карол Рийд, английски филмов режисьор (р. 1906 г.)
- 1988 г. – Клифърд Саймък, американски писател (* 1904 г.)
- 1993 г. – Николай Наплатанов, български учен (* 1923 г.)
- 1995 г. – Васил Илиев, български борец (* 1965 г.)
- 1995 г. – Джинджър Роджърс, американска актриса и танцьорка (* 1911 г.)
- 1999 г. – Лорд Киланин, ирландски президент на МОК (* 1914 г.)
- 1999 г. – Майкъл Морис, ирландски спортен функционер (* 1914)
- 2002 г. – Георги Робев, български хоров диригент (* 1934 г.)
- 2002 г. – Лефт Ай (Left Eye), американска рапърка и певица (* 1971)
- 2010 г. – Алън Силитоу, английски поет и белетрист (* 1928 г.)
- 2013 г. – Петър Гюзелев, китарист на „Щурците“ (* 1945 г.)

## Празници
- Световен ден на пингвините (отбелязва се от 1972 г.)
- Световен ден на маларията
- Световен ден на ДНК
- Австралия, Нова Зеландия, Науру, Соломонови острови, Тонга и Западна Самоа – Празник на обединените въоръжени сили АНЗАК (в чест на участието на АНЗАК в Първата световна война)
- Германия – Ден на жената
- Египет – Ден на Освобождението на Синайския полуостров
- Италия – Празник на свободата (по повод края на Втората световна война)
- Казахстан – Ден на Казахстан по футбол (от 2002 г., когато страната стана член на УЕФА)
- Португалия – Революция на карамфилите (национален празник)
- Фарьорски острови и Есватини – Ден на националния флаг[1]